# Катерина Сапоровська
Катерина Сапоровська (також Шапоровська) гербу Юноша (1549?, Хлібичин — 20 березня 1608) — шляхтянка, релігійна діячка РКЦ в Галичині.

## Життєпис

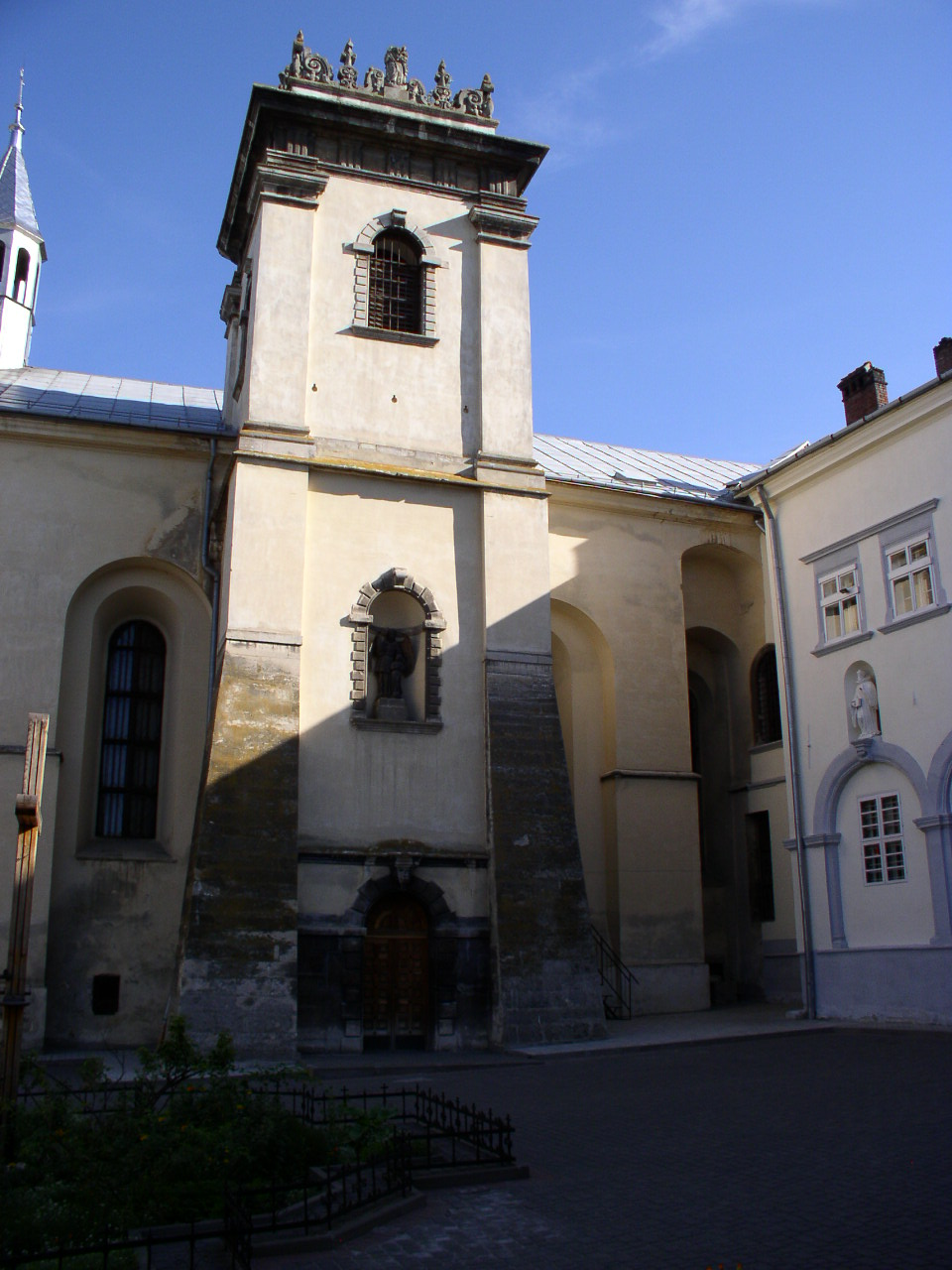
Костел і монастир бенедиктинок. Львів

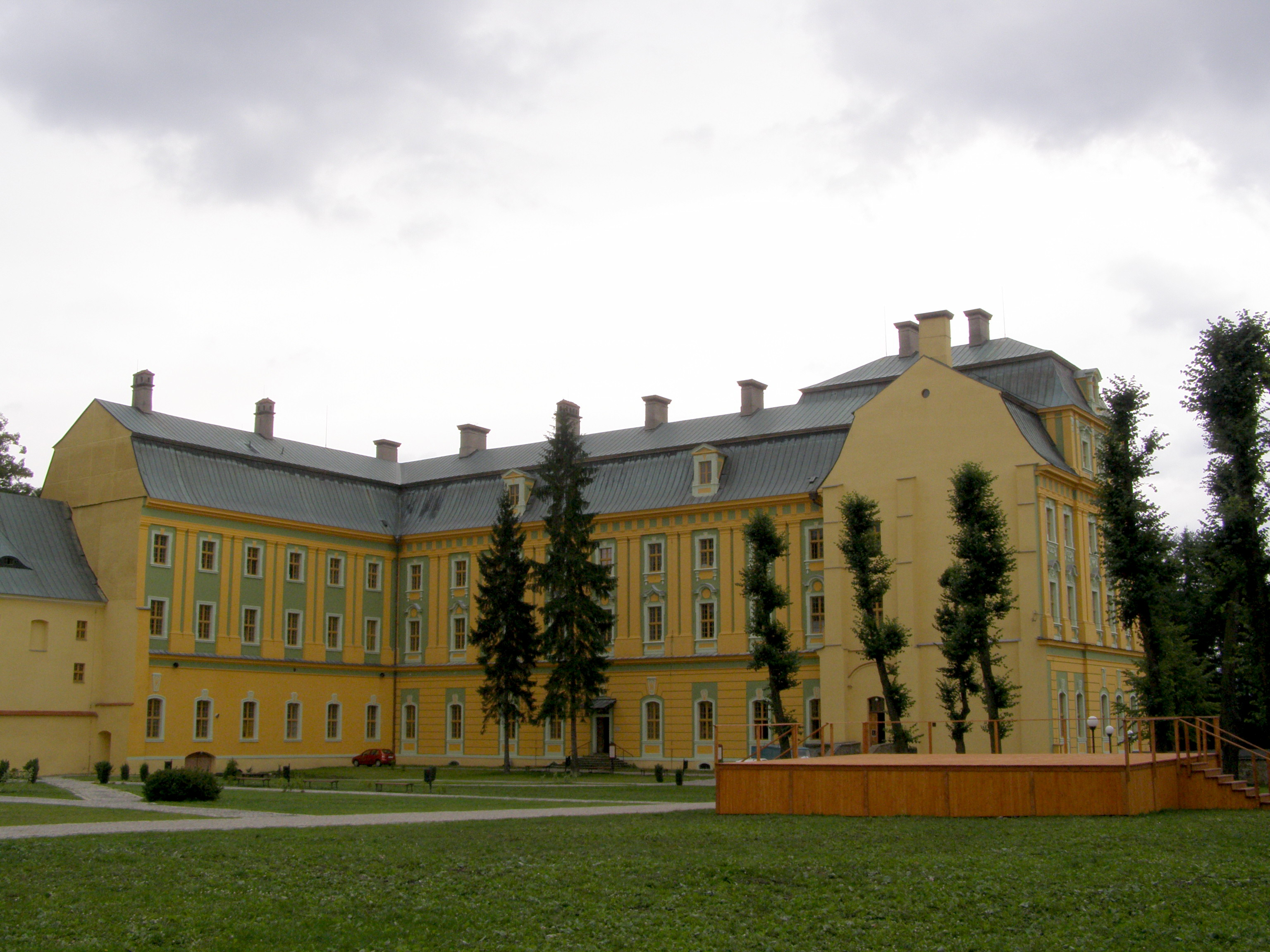
Монастир, Крешів

Найстарша з 3-х доньок Адама Сапоровського (дідича, зокрема, Сапоровиць (Львівська земля), Хлібичина, Ключева (Галицька земля) та його дружини — Ельжбети з Дрогойовських. Батько — представник роду Сапоровських гербу Юноша — гілки роду Колів із Далеєва.
У 16 років дала собі обітницю стати черницею, також за її впливу ними потім стали молодші сестри Анна (пом. 1638), Христина (абатиса монастиря бенедиктинок у Львові в 1630—1640 роках). Мала намір закласти новий монастир. Стала спочатку бернардинкою у Львові, потім — домініканкою. В обидвох випадках не склала «шлюбів». Не змогла здійснити мрію через тодішнє правило, за яким, зокрема, новий монастир повинен бути заснований монахами вже існуючого. Можливо, також через її бачення монашого життя, яке базувалось на ранньосірійських традиціях (індивідуальна набожність, «крайня аскеза»), з тодішніми латинськими ідеалами, затверджених Тридентським собором, за якими цінувались згромадження, покора та відданість спільному праву. Доручила сестрам, родичці Анні Кучковській стати бенедиктинками в Хелмні (1593 року переїхали сюди), життя яких надавно було реформоване на основі засад Тридентського собору. Так монастир у Хелмні мав стати «материнським» для львівського.
1593 року повернулася з Хелмна до Львова, зібрала групу дівчат, які хотіли стати черницями. Формування першої групи законниць у Львові зробила по-своєму. 1595 року, після складання «шлюбів» родичками, зажадала від абатиси в Хелмні Маґдалєни Мортенської вислати їх до Львова, зробити офіційно формальне заснування монастиря, котра їй відмовила. Тоді звернулася до латинського архиєпископа Яна Димітра Соліковського надати їй і товаришкам у Львові «габіт» бенедиктинок, затвердити нову фундацію, що він зробив.
Матеріальною базою для заснування монастиря був спадок батька Адама, який записав його для цього в 1593 році. В 1605 році вона поміняла дідичні володіння на розташовані ближче до Львова, де на Галицькому передмісті збудували дерев'яні монастир, у якому стала абатисою, та костел.
Наявні джерела у Львові, Хелмні по-різному описують наступні роки. За львівською версією, 1599 сюди переїхали 10 «професок» із Хелмна, про що в хроніці кляштору Хелмна немає згадки. 1604 року до Львова перехали 3 родички-монашки з Хелмна. 1607 року написала порядок життя для монастиря, який відрізнявся від складеного 1605 року в Хелмні. По її смерті абатисою вибрали сестру Анну, що означало «перемогу» звичаю в Хелмні. 
Померла 20 березня 1608 року, була похована в крипті під вівтарем костелу заснованого нею монастиря.
Монастир, заснований нею, став поряд з Ярославським найбільшим у Галичині-Русі.
Портрети всіх трьох сестер Сапоровських є в монастирі бенедиктинок у м. Крешів (Польща).